# 下霍米尼鎮區 (北卡羅萊納州班康縣)
下霍米尼鎮區（英語：Lower Hominy Township）是位於美國北卡羅萊納州班康縣的一個鎮區。

## 地方資料
下霍米尼鎮區的面積為53.35平方千米，皆為陸地。根據2020年美國人口普查的數據，當地共有人口11659人，而人口密度為每平方千米218.54人。